# Вотяков, Юрий Иннокентьевич
Ю́рий Инноке́нтьевич Вотяко́в (1 декабря 1944, Якутск — начало августа 1980, Якутск) — якутский художник, график.
Юрий Вотяков родился в 1944 году в Якутске, в 1965 году с отличием закончил Якутское художественное училище. С 1965 по 1970 годы учился в Московском высшем художественно-промышленном училище (Строгановке) на отделении промышленной графики у Б. Н. Симакова. В 1973 году вернулся в Якутию.